# Vadym Rabinovytj
Vadym Rabinovytj, (ukrainsk: Вадим Зіновійович Рабінович, hebreisk:ודים רבינוביץ') född 4 augusti 1953 i Charkov (nu Charkiv) i Ukrainska SSR, Sovjetunionen, är en ukrainsk oligark, mediaägare och politiker som kandiderade i presidentvalet 2014.

## Biografi
1970 påbörjade Rabinovytj en utbildning vid Charkivs väg- och transportinstitut. Han blev bortvist från Komsomol och institutet i 1974, anledningen var att han framställt korsord med politiska förtecken. 
1975-1977 tjänstgjorde han i Röda armén, och därefter arbetade han i Charkiv som byggledare. 20 januari 1980 arresterades han anklagad för att ha förskingrat allmänna medel i stor skala. Efter nio månaders utredning släpptes han efter åklagaren Roman Rudenkos personliga ingripande. I början av 1982 greps han igen för samma brott. 10 februari 1984 dömdes han i Charkivs regionala domstol till 14 års fängelse. Han släpptes från fängelset i samband med Sovjetunionens fall.
Rabinovytj är ledare för den Judiska Kongressen i Ukraina. Han äger flera stora företag i Ukraina. En av hans huvudnischer är massmedia, och genom företaget Media International Group (MIG) äger eller ägde han flera tidningar och TV-bolag i Ukraina, USA och Israel. Det största privatägda TV-bolaget i Ukraina 1+1 ägdes tidigare av Rabinovytj. Han har också varit inblandad flera vapenaffärer. Han är kopplad både till vapenförsäljning till gerillagrupper i Liberia och till försäljning av före detta sovjetiska pansarvagnar till talibaneran i Afghanistan.
Rabinovytj är både ukrainsk och israelisk medborgare.